# Hubert du Château
Hubert du Château est un juriste et homme politique de la principauté de Liège du XVIIIe siècle.

## Biographie
Hubert du Château, fils d'Hubert du Château et d'Anne Ogier, est bourgmestre de Liège en 1716 avec Gilles-Bernard de Stier et en 1724 avec Henri de Bailly. Il est également président du tribunal des XXII, conseiller de l'empereur Charles VI, conseiller des États réviseurs et conseiller perpétuel de la cité de Liège, conseiller pensionnaire et secrétaire de l'État de la Noblesse du pays de Liège et comté de Looz.
Il épouse en premières noces Marie-Jeanne Woot de Trixhe, fille d'Edmond et de Marie Galle, et en secondes noces, Anne-Catherine Fabry, fille d'Étienne, jurisconsulte et avocat, et de Marie Houssart, dite Haccour.
De son premier mariage, il a une fille, Marie-Charlotte du Château, qui épouse Lambert de Groutars, bourgmestre de Liège en 1730, conseiller de la Souveraine Cour féodale et secrétaire de l'État de la Noblesse du pays de Liège et comté de Looz.

## Iconographie
- Théodore-Edmond Plumier (attribué à), Portrait du bourgmestre de Liège Hubert du Château, toile, 97,8 cm × 76,5 cm, La Boverie